# NGC 2798
NGC 2798 је спирална галаксија у сазвежђу Рис која се налази на NGC листи објеката дубоког неба.
Деклинација објекта је + 42° 0' 0" а ректасцензија 9h 17m 22,9s. Привидна величина (магнитуда) објекта NGC 2798 износи 12,0 а фотографска магнитуда 13,0. Налази се на удаљености од 27,1000 милиона парсека од Сунца. NGC 2798 је још познат и под ознакама UGC 4905, MCG 7-19-55, CGCG 209-45, IRAS 09141+4212, KCPG 195A, KUG 0914+422A, VV 50, ARP 283, PGC 26232.